# Psalm 88
Der 88. Psalm (nach griechischer Zählung der 87.) ist ein Psalm der Korachsöhne und gehört in die Reihe der „Klagelieder eines Einzelnen“. Er handelt von der Einsamkeit und Gottverlassenheit des Psalmisten sowie von der Abwendung seiner Freunde. 

## Gliederung
Eine mögliche Gliederung des Psalms könnte so aussehen:
1. Teil 1:
  1. Vers 2 f.: Anrede
  2. Vers 4–10: Klage
2. Teil 2:
  1. Vers 10b: Anrede
  2. Vers 11–13: Beweggründe für göttliches Einschreiten
3. Teil 3:
  1. Vers 14: Anrede
  2. Vers 15–19: Klage

## Deutung
Häufig wird angenommen, dass es sich bei dem Psalm um einen Krankenpsalm handelt. Die Krankheit, die den Betenden des Psalms niedergeworfen hat, könnte z. B. als Aussatz gedeutet werden. Andere sehen in ihr nicht eine bestimmte Krankheit, sondern eine allgemeine Not.
Dagegen macht Hermann Gunkel geltend, dass im Psalm weder „grimmige“ Feinde Beschuldigungen gegen den Psalmisten erheben noch von dessen Sünden die Rede ist.

## Liturgische Verwendung
- Im katholischen Stundengebet ist Psalm 88 Teil der Komplet (Nachtgebet) am Freitag.